# Ocyptamus myrtella
Ocyptamus myrtella är en tvåvingeart som först beskrevs av Hull 1960.  Ocyptamus myrtella ingår i släktet Ocyptamus och familjen blomflugor.
Artens utbredningsområde är Peru. Inga underarter finns listade i Catalogue of Life.